# Seedorf (Lauenbourg)
Pour les articles homonymes, voir Seedorf.
Seedorf est une commune allemande du Schleswig-Holstein, située dans l'arrondissement du duché de Lauenbourg (Kreis Herzogtum Lauenburg), à onze kilomètres au sud-est de la ville de Ratzebourg, près du Schaalsee. Seedorf fait partie de l'Amt Lauenburgische Seen (« lacs lauenbourgeois ») qui regroupe 25 communes autour de Ratzebourg.